# Protracheoniscus plitvicensis
Protracheoniscus plitvicensis är en kräftdjursart som beskrevs av Karl Wilhelm Verhoeff1930. Protracheoniscus plitvicensis ingår i släktet Protracheoniscus och familjen Trachelipodidae. Inga underarter finns listade i Catalogue of Life.